# Koninkrijk Yeke
Het koninkrijk Yeke, ook bekend als het Garanganze- of Garenganze-koninkrijk, werd opgericht door het Garanganze-volk in Katanga, en was onder het bewind van één koning, Msiri, actief van ongeveer 1856 tot 1891. Hoewel kort van duur, bereikte het koninkrijk een opmerkelijke status als een van de machtigste staten in Zuid-Centraal-Afrika, waarbij het een gebied van ongeveer een half miljoen vierkante kilometer beheerste, waaronder cruciale handelsroutes van oost naar west over het continent, aangezien andere routes werden geblokkeerd door de Kalahari-woestijn in het zuiden en het regenwoud in het noorden. Msiri verwierf deze controle door middel van het exploiteren van natuurlijke hulpbronnen, met name koper, evenals door de handel in slaven en ivoor in ruil voor wapens en munitie. Bovendien bouwde het koninkrijk sterke allianties op, onder meer met Portugese-Angolezen in Benguela, Tippo Tip in het noorden, Nyamwezi- en de Arabo-Swahili-handelaren in het oosten, en indirect met de sultan van Zanzibar, die over de handelaren aan de oostkust heerste.

## Geschiedenis
Msiri, afkomstig uit Tabora in het huidige Tanzania, was eigenlijk een Nyamwezi (ook bekend als 'Yeke' of 'Bayeke'). Hij verwierf zijn positie als opvolger van een Wasanga-chef ten westen van de Luapula-rivier door de Lunda-vijanden van de chef te verslaan. Nadat hij was geïnstalleerd, breidde hij zijn Chefferie uit tot een koninkrijk door de naburige stammen te veroveren.
Vanuit de hoofdstad Bunkeya nam het Yeke-koninkrijk het westelijke grondgebied van Mwata Kazembe over en stopte het de zuidwaartse expansie van het Luba-rijk. Het onderwierp ook stammen in het zuidwesten, langs de handelsroute naar Angola.

### Stairs-expeditie
Toen koning Leopold II van België hoorde dat het Yeke-koninkrijk de oost-westhandel controleerde en rijk was aan koper en mogelijk goud, stuurde hij expedities om te proberen een verdrag te sluiten waarbij het koninkrijk zich bij zijn Onafhankelijke Congostaat zou aansluiten. Ook Cecil Rhodes zond expedities om het koninkrijk bij zijn door de British South Africa Company gecharterde gebieden te voegen. De 'race om Katanga' werd gewonnen door Leopolds Stairs-expeditie, die het koninkrijk beëindigde door Msiri te doden en het grondgebied over te nemen, zij het met een eigen administratie. Na 1908 werd het gebied volledig opgenomen in Belgisch-Congo.
Kapitein Stairs, de leider van de expeditie, installeerde een van Msiri's geadopteerde zonen, Mukanda-Bantu, als zijn opvolger, maar met een sterk verminderd grondgebied met een straal van slechts 20 km rond Bunkeya, en met de status van een chef. Het leiderschap gaat tot op de dag van vandaag door onder de titel Mwata Msiri.
Koninkrijk Kongo ·
Koninkrijk Kakongo ·
Koninkrijk Soyo ·
Koninkrijk Loango ·
Sultanaat Utetera · 
Koninkrijk Yeke · 
Koninkrijk Boma · 
Mwene Muji · 
Lunda-rijk · 
Koninkrijk Kuba ·
Luba-rijk ·
Koninkrijk Kanyok ·
Koninkrijk Kalundwe ·
Koninkrijk Chokwe ·
Koninkrijk Teke ·
Koninkrijk Lele ·
Koninkrijk Suku ·
Koninkrijk Yaka ·
Koninkrijk Azende ·
Koninkrijk Mbunda ·
Koninkrijk Ngoyo ·
Koninkrijk Mbuun ·
Koninkrijk Bozanga ·
Koninkrijk Pende ·
Ngbandi staten ·
Nsapo-staten ·
Mongo-staten ·
Koninkrijk Vungu ·
Koninkrijk Ndongo ·
Geconfedereerde Staten van Mpemba ·
Zeven koninkrijken van Kongo dia Nlaza ·
Koninkrijk Mpemba Kasi ·
Koninkrijk Vunda ·
Koninkrijk Mbata ·
Koninkrijk Mpangala ·
Koninkrijk Nsundi ·
Koninkrijk Mpangu ·
Koninkrijk Kundi ·
Koninkrijk Okanga ·
Koninkrijk Matamba ·
Koninkrijk Kasanje ·
Stamstaat Mbwila